# 10114 Greifswald
10114 Greifswald este un asteroid din centura principală de asteroizi.

## Descriere
10114 Greifswald este un asteroid din centura principală de asteroizi. A fost descoperit pe 4 septembrie 1992 la Tautenburg de Lutz Dieter Schmadel și Freimut Börngen. Asteroidul prezintă o orbită caracterizată de o semiaxă mare de 2,88 ua, o excentricitate de 0,03 și o înclinație de 1,0° în raport cu ecliptica.